# Thomas Kubendorff

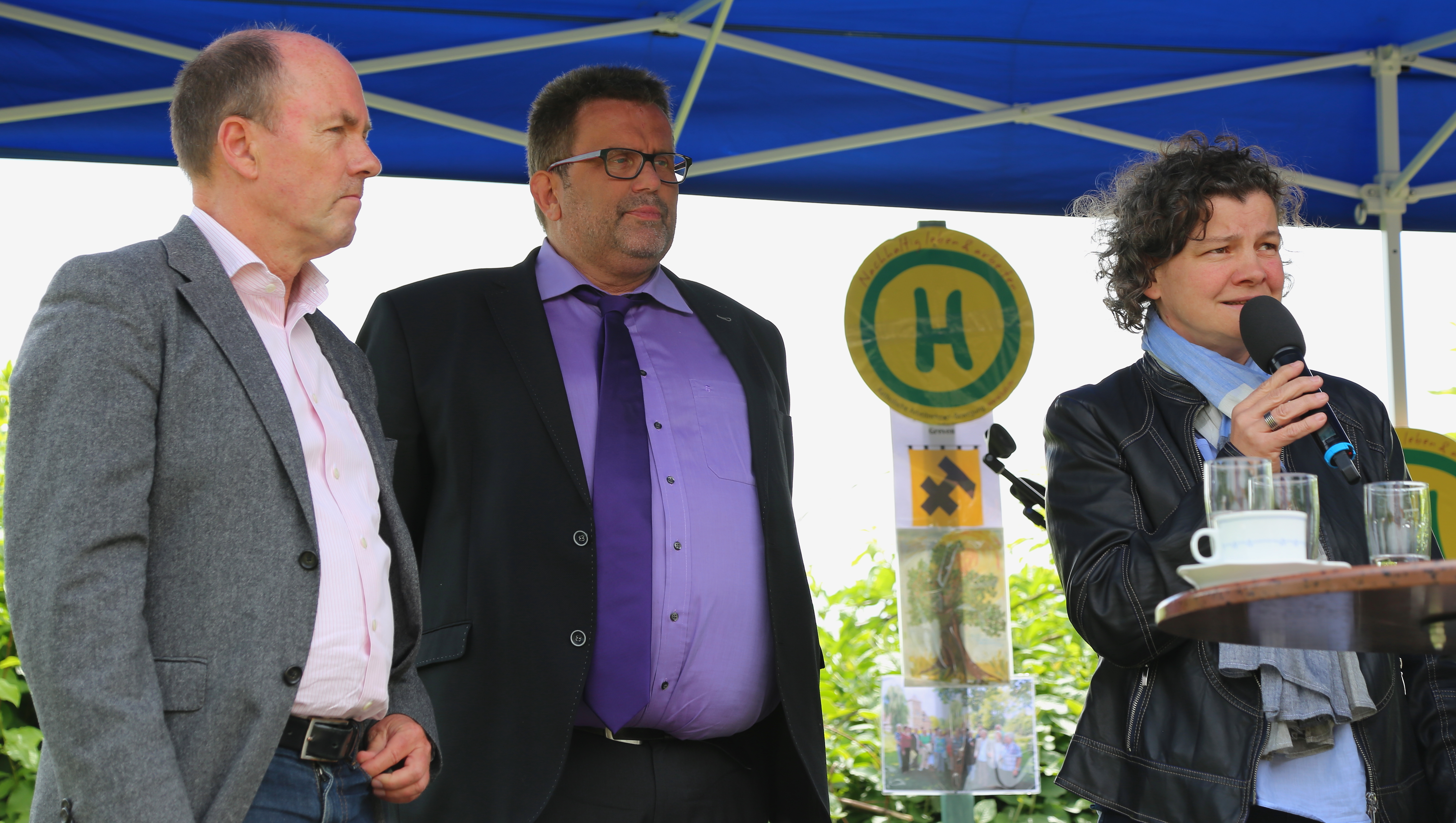
Thomas Kubendorff (links) 2015 auf dem Familientag der Katholischen Arbeitnehmer-Bewegung (KAB) Nordmünsterland

Thomas Kubendorff (* 5. Januar 1956 in Heiligenhaus) ist ein deutscher Jurist und Politiker (CDU). Er war 16 Jahre lang Landrat des Kreises Steinfurt.

## Leben

### Frühe Jahre
Thomas Kubendorff wurde 1956 in ein CDU-geprägtes Elternhaus hineingeboren. Er besuchte die Volksschule in Heiligenhaus, anschließend das Gymnasium in Velbert und studierte Jura in Bochum. Dort schloss er 1983 das erste und 1986 das zweite Staatsexamen ab. Anschließend war er als Rechtsrat der Stadt Ratingen tätig und arbeitete elf Jahre lang als Beigeordneter für Recht, Ordnung, Liegenschaften, Soziales, Jugend, Sport, Umwelt der Stadt Hattingen.

### Politische Laufbahn
1973 trat Kubendorff der CDU bei. 1999 wurde er per Direktwahl zum Landrat in Steinfurt gewählt und 2005 sowie 2009 im Amt bestätigt. 2015 trat er nicht mehr zur Wahl an; als Grund gab er die hohe Arbeitsbelastung an. Sein Nachfolger war Klaus Effing (CDU).
Von 2004 bis 2012 war er Präsident des Landkreistages Nordrhein-Westfalen, seit 2012 ist er zweiter Vizepräsident. Seit 2011 ist er außerdem Vizepräsident des Landkreistages Berlin.

## Privates
Kubendorff ist verheiratet und hat zwei Kinder.